# Dead Island (spelserie)
Dead Island är en survival horror-spelserie.

## Spel

### Dead Island
Techland släppte det första spelet i serien, Dead Island 2011.

### Dead Island: Riptide
2013 släpptes uppföljaren Dead Island: Riptide.

### Escape Dead Island
2014 släpptes spinoffspelet Escape Dead Island .

### Dead Island: Definitive Edition
2016 släpptes en samlingsbox med de två första spelen. Techland hade förbättrat grafiken till High Definition-kvalitet. Dead Island: Retro Revenge är ett retrospel som följde med till Playstation 4, Windows och Xbox One.

### Fotnoter
1. ↑  ”Dead Island” (på engelska). Moby Games. 6 september 2011. http://www.mobygames.com/game/dead-island. Läst 10 september 2016.
2. ↑  ”Dead Island: Riptide” (på engelska). MobyGames. 23 april 2013. http://www.mobygames.com/game/dead-island-riptide. Läst 10 september 2016.
3. ↑  ”Escape Dead Island” (på engelska). MobyGames. 18 november 2014. http://www.mobygames.com/game/escape-dead-island. Läst 10 september 2016.
4. ↑  ”Dead Island: Retro Revenge” (på engelska). MobyGames. 1 juni 2015. http://www.mobygames.com/game/dead-island-retro-revenge. Läst 10 september 2016.